# Nebelwaran
Der Nebelwaran (Varanus nebulosus) ist eine Art der Schuppenkriechtiere (Squamata) aus der Gattung der Warane (Varanus). Er kommt im südlichen Myanmar, in Thailand, Laos, Kambodscha, Vietnam, auf der Malaiischen Halbinsel und Singapur, sowie auf Java vor. Möglicherweise gibt es auch Populationen auf Sumatra.

## Merkmale
Der Nebelwaran kann eine Gesamtlänge von 150 cm erreichen, wobei der Schwanz länger als Kopf und Rumpf zusammen ist (SL : KRL = 1,29 bis 1,70). Der Körper ist kräftig gebaut, der Kopf ist breit mit einer kurzen Schnauze. Die Nasenlöcher sind schlitzförmig schmal und liegen schräg an der Seite der Schnauze, näher zum Auge als zur Spitze der Schnauze. Der Canthus rostralis ist eckig, die Ohröffnungen sind größer als die Augen. Die Schuppen im Nacken sind größer als die Schuppen auf dem Hinterkopf, wenig größer als die Schuppen auf dem Rücken, glatt oder nur wenig gekielt. Die Rückenschuppen sind klein, länglich und gekielt. Sie sind größer als die Schuppen auf den Körperseiten. Zwischen Halsfalte und dem Ansatz der Hinterbeine finden sich 70 bis 90 Reihen länglicher, schwach gekielter Ventralia. Rund um die Mitte des Körpers zählt man 149 bis 163 Schuppenreihen. Die Beine sind kräftig, die Hinterbeine länger als die Vorderbeine. Die Zehen sind lang und mit gekrümmten Krallen bestückt. Präanalporen fehlen. Der Schwanz ist seitlich stark abgeflacht und trägt mittig einen doppelten niedrigen Kamm.
Der Nebelwaran ist hellgrau oder olivbraun bis olivgelb gefärbt und mit gelblichen in Bändern angeordneten Flecken oder Augenflecken gemustert. Der Bauch ist gelblich und braun marmoriert. Kinn und Kehle sind dunkel gefleckt oder gestreift. Bei Jungtieren ist die gelbliche Bänderung und Fleckung deutlicher ausgeprägt.

## Lebensweise
Der Nebelwaran kommt in Primär- und Sekundärwäldern im Flachland oder in hügeligen Regionen bis in Höhen von 1200 Metern vor. Er lebt vor allem in Gewässernähe, junge und halbwüchsige Echsen auf Bäumen, ausgewachsene mehr auf dem Erdboden. Er ernährt sich von Insekten, Spinnen, Würmern, Fröschen, Kröten, kleineren Echsen (auch kleine Warane), Schlangen, von kleinen Säugetieren, Vögeln, sowie von Echsen-, Schlangen-, Schildkröten- und Vogeleiern. Bei Bedrohungen fauchen die Tiere und schlagen mit dem Schwanz. Normalerweise beißen sie nicht. Wie alle Warane ist der Nebelwaran ovipar. Ein Gelege enthält etwa 10 bis 30 Eier, die eine Länge von 27 bis 50 mm und einen Durchmesser von 17 bis 44 mm haben. Beim Schlupf sind die Jungwarane etwa 17,5 bis 21 cm lang bei einer Kopf-Rumpf-Länge von 13 bis 21 cm.